# 上智大学の人物一覧
上智大学の人物一覧（じょうちだいがくのじんぶついちらん）は、上智大学に関係する人物の一覧記事。

## 創立者及び関係者
- フランシスコ・ザビエル - カトリック修道会イエズス会の宣教師、イエズス会創設メンバーの1人、1549年（天文18年）日本に初めてキリスト教を伝え、知的好奇心溢れる日本人の資質を高く評価し、文化・思想の交流拠点として日本の首都に大学を設立することをイエズス会に要請
- ピウス10世 - 第257代ローマ教皇、1905年（明治38年）に米国メーン州のウイリアム・オコンネル司教を親善大使として明治天皇宛てに親書を託し派遣、1906年（明治39年）イエズス会に対し、日本での高等教育機関設立を要請
- 高島鞆之助 - 薩摩藩士、政治家、華族、陸軍大臣・拓殖務大臣・枢密顧問官等を歴任、邸宅をイエズス会に譲渡し、高島邸は上智大学四谷キャンパスのクルトゥムハイム聖堂として現存

## 歴代学長
| 代 | 歴代学長               | 専門分野     | 在職期間  | 備考 |
| -- | ---------------------- | ------------ | --------- | --- |
| 初 | ヘルマン・ホフマン     | 哲学         | 1913-1937 | 銀杯、校地取得や設置認可のための文部省との交渉など、開学のために奮闘                                            |
| 2  | ヘルマン・ホイヴェルス | 哲学         | 1937-1940 | 勲二等瑞宝章受章                                                                                                |
| 3  | 土橋八千太             | 天文学、漢学 | 1940-1946 | 勲三等瑞宝章受章、『邦暦西暦対照表』『大漢和辞典』編纂                                                          |
| 4  | 村上直次郎             | 歴史学       | 1946-1953 | 東京外国語学校校長、銀杯、勲一等瑞宝章受章、従四位、勲四等瑞宝章受章、帝大卒                                    |
| 5  | 大泉孝                 | 神学         | 1953-1968 | 第7代日本私立大学連盟会長、中央教育審議会会長、私立学校振興会会長、大学基準協会会長、大学設置審議会会長、上智卒 |
| 6  | 守屋美賀雄             | 数学         | 1968-1975 | 大聖グレゴリウス勲章受章、東京帝大卒                                                                            |
| 7  | ヨゼフ・ピタウ         | 政治学       | 1975-1981 | 教皇庁立グレゴリアン大学学長、バチカン教育省局長、勲二等旭日重光章受章                                          |
| 8  | 柳瀬睦男               | 物理学       | 1981-1984 | 勲二等瑞宝章受章、東京帝大卒                                                                                    |
| 9  | 橋口倫介               | 西洋史学     | 1984-1987 | 勲二等瑞宝章受章、東大卒                                                                                        |
| 10 | 土田將雄               | 国文学       | 1987-1993 | 日本私立大学連盟副会長、日本カトリック大学連盟会長、雙葉学園理事長、瑞宝重光章受章、慶應卒                      |
| 11 | 大谷啓治               | 哲学         | 1993-1999 | 日本カトリック大学連盟副会長、イタリア共和国功労勲章コンメンダトーレ受章、瑞宝重光章受章、上智卒                |
| 12 | ウィリアム・カリー     | 英米文学     | 1999-2005 | 外国人叙勲瑞宝重光章受章                                                                                        |
| 13 | 石澤良昭               | 歴史学       | 2005-2011 | 文化庁文化審議会会長、マグサイサイ賞受賞、瑞宝重光章受章、上智卒                                                |
| 14 | 滝澤正                 | 比較法学     | 2011-2014 | 渋沢・クローデル賞受賞（『フランス行政法の理論』）、瑞宝重光章受章、東大卒                                      |
| 15 | 早下隆士               | 分析化学     | 2014-2017 | 第63代日本分析化学会会長、九大卒                                                                                |
| 16 | 曄道佳明               | 機械力学     | 2017-2025 | 日本私立大学連盟副会長、大学基準協会評議員会議長、慶應卒                                                        |
| 17 | 杉村美紀               | 教育学       | 2025-     | 上智大学初の女性学長、日本比較教育学会元会長、東大院修了                                                        |

## 著名な教員・元教員

### 教授・元教授

#### 神学部・文学部・総合人間科学部
- ヨハネス・ラウレス - 文学部史学科長、キリシタン文庫を設立
- アルフォンス・デーケン - 死生学、名誉教授
- 安西徹雄 - 英文学、名誉教授、ウィリアム・シェイクスピア研究者
- 稲富栄次郎 - 教育哲学、名誉教授、元教育哲学会会長
- 渡部昇一 - 英語学、名誉教授
- 音好宏 - 文学部新聞学科教授
- クラウス・リーゼンフーバー - 文学部哲学科、名誉教授、哲学者、思想史研究者
- ヨハネス・ジーメス - 文学部哲学科、名誉教授
- ルートヴィヒ・アルムブルスター - 文学部哲学科、名誉教授
- 大橋容一郎 - 文学部哲学科教授、文学部長
- 小木貞孝（加賀乙彦） - 小説家、精神科医、元文学部教授
- 島薗進 - 神学部特任教授・グリーフケア研究所長、東京大学名誉教授
- 霜山徳爾 - 臨床心理学、ヴィクトール・フランクル著『夜と霧』訳者、名誉教授
- 杉村美紀 - 教育学、元日本比較教育学会会長
- 鈴木雄雅 - 文学部新聞学科教授
- 田島泰彦 - 文学部新聞学科教授
- 武市英雄 - 文学部新聞学科名誉教授
- 千沢楨治 - 山梨県立美術館長、全国美術館協議会理事
- 植田康夫 - 文学部新聞学科名誉教授、『週刊読書人』編集参与
- 長田彰文 - 日本政治外交史、アジア太平洋国際政治史、文学部史学科教授
- 橋場義之 - 文学部新聞学科教授、日本ニュース時事能力検定協会理事
- ピーター・ミルワード - 英文学、名誉教授
- 福島章 - 精神医学、名誉教授
- 藤村正之 - 福祉社会学、総合人間科学部社会学科教授
- 藤山直樹 - 精神分析学、総合人間科学部社会学科教
- 別宮貞徳 - 英文学、名誉教授、翻訳家
- ホセ・ヨンパルト - 法哲学、名誉教授
- 宮本久雄 - 神学部教授、神学、哲学、Sacrae Theologiae Magister名誉称号、和辻哲郎文化賞受賞、東京大学名誉教授
- 目黒依子 - 家族社会学、開発とジェンダー
- 木越治 - 文学部国文学科教授
- 山本成生 - 文学部史学科准教授、ヘレンド賞

#### 法学部・法科大学院
- 安西明子 - 民事訴訟法、法学部法律学科教授
- 石田満 - 保険法の第一人者、法学部法律学科元教授、名誉教授
- 伊藤勲 - 政治学、法学部元教授、名誉教授
- 伊藤栄寿 - 民法、マンション法、法学部地球環境法学科教授
- 猪口邦子 - 国際関係論、法学部国際関係法学科元教授、名誉教授
- 大木雅夫 - 法思想史、法哲学、比較法、法学部国際関係法学科元教授、名誉教授
- 大橋真由美 - 行政法、法学部地球環境法学科教授
- 岡村堯 - ヨーロッパ法、法学部地球環境法学科元教授、名誉教授
- 栗城壽夫 - 憲法学、法学部法律学科元教授、名誉教授
- グレゴリー・クラーク - 政治学、国際教養大学副学長
- 佐藤功 - 憲法学、法学部法律学科元教授、名誉教授
- 佐藤岩昭 - 民法、法学部法律学科元教授、名誉教授
- 澤田壽夫 - 国際取引法、国際法、法学部国際関係法学科元教授、名誉教授
- 島田聡一郎 - 刑法学、法学部法律学科准教授
- 高見勝利 - 憲法学、法科大学院元教授、名誉教授
- 滝澤正 - フランス法、上智大学第14代学長、法科大学院元教授、名誉教授
- 田村諄之輔 - 商法、法学部法律学科元教授、名誉教授
- 永野仁美 - 社会保障法、法学部法律学科教授
- 畠山武道 - 行政法学者、地球環境学研究科教授
- 花見忠 - 労働法、法学部国際関係法学科元教授、名誉教授
- 林幹人 - 刑法学、法学部法律学科教授
- 樋口陽一 - 憲法学、元教授
- ヨゼフ・ピタウ - 政治学、上智大学第7代学長、法学部元教授、名誉教授
- 堀勝洋 - 社会保障法、法学部地球環境法学科元教授、名誉教授
- 町野朔 - 刑法学、法学部元教授、名誉教授
- 松田聰子 - 法学者、桃山学院大学法学部教授
- 松本尚子 - 法政史、法学部法律学科教授
- 三浦まり - 政治学、法学部地球環境法学科教授
- 三好幹夫 - 内閣人事局退職手当審査会会長、元東京高等裁判所部総括判事、法科大学院教授
- 村瀬信也 - 国際法、法学部国際関係法学科元教授、名誉教授
- ホセ・ヨンパルト - 法哲学、法学部法律学科元教授、名誉教授
- 山口浩一郎 - 労働法、法学部法律学科元教授、名誉教授
- 山本草二 - 国際法、法学部元教授、元国際海洋法裁判所裁判官、元外務公務員採用1種試験試験委員(国際法)
- 和仁亮裕 - 金融法、大学院法学研究科元教授、名誉教授

#### 経済学部
- 岩田規久男 - 元経済学部経済学科教授、名誉教授、元日本銀行副総裁
- 鬼頭宏 - 経済学部経済学科教授
- 中里透 - 経済学部経済学科准教授
- グレゴリー・クラーク - 元経済学部教授
- 新井範子 - 経済学部経営学科教授

#### 外国語学部
- 吉田研作 - 元外国語学部学部長、元言語教育研究センター長、元外国語学部英語学科教授、名誉教授、公益財団法人日本英語検定協会会長
- 鶴見和子 - 元外国語学部教授、名誉教授
- 川田侃 - 元外国語学部教授、名誉教授
- 内村剛介 - 元外国語学部ロシア語学科教授、ロシア文学者
- 緒方貞子 - 元国連難民高等弁務官、JICA理事長
- 加藤周一 - 元外国語学部教授、評論家、医学博士
- ジャン＝クロード・オロリッシュ - 元外国語学部教授、現ルクセンブルク大司教、枢機卿
- 松尾弌之 - 元外国語学部教授、現上智大学名誉教授
- 村井吉敬 - 元外国語学部教授、東南アジア経済史
- 飯高京子 - 元外国語学部教授、言語病理学
- 須賀敦子 - 随筆家・イタリア文学者
- 村田真一 - 外国語学部教授、ロシア演劇
- 和泉伸一 - 外国語学部英語学科教授
- 徳永晴美 - 外国語学部ロシア語学科教授
- 吉川元 - 国際関係論、外国語学部国際関係論副専攻教授

#### 理工学部
- 大槻東巳 - 物理学者、理工学部物理学科教授
- 岸野克巳 - 電子工学者、ナノテクノロジー研究センター長、IEEEフェロー
- 早下隆士 - 化学工学者、理工学部物質生命理工学科教授、元日本分析化学会会長
- 寺阪英孝 - 数学者、元理工学部数学科教授、大阪大学名誉教授
- 南雲道夫 - 数学者、元理工学部数学科教授、大阪大学名誉教授
- 河田敬義 - 数学者、元理工学部数学科教授、東京大学名誉教授
- 和田秀男 - 数学者、元理工学部数学科教授、上智大学名誉教授
- 田中昌司 - 認知科学者、理工学部情報理工学科教授

#### 総合グローバル学部
- 稲葉奈々子 - 総合グローバル学部教授、社会学、反貧困ネットワーク常務理事
- 鈴木一敏 - 元広島大学法学部准教授、国際政治経済学
- 宮城大蔵 - 総合グローバル学部教授、国際政治史、日本外交史、元国家安全保障局顧問
- 赤堀雅幸 - 総合グローバル学部教授、人類学、イスラーム地域研究
- 前嶋和弘 - 総合グローバル学部教授、アメリカ学会会長、アメリカ研究、政治学
- 小牧昌平 - 総合グローバル学部教授、イラン研究、歴史学
- 根本敬 - 総合グローバル学部教授、ビルマ研究、歴史学、元東京外国語大学教授
- 辻上奈美江 - 総合グローバル学部准教授、サウジアラビア研究、元東京大学特任准教授
- 納家政嗣 - 元総合グローバル学部教授、国際政治学、上智大学名誉教授、一橋大学名誉教授

#### 地球環境学研究科
- 織朱實 - 環境法学者、元三井化学取締役

## 著名な出身者

### 政界

#### 内閣総理大臣経験者
- 細川護熙 - 元衆議院議員、元参議院議員、内閣総理大臣（第79代）、日本新党党首（初代）、元熊本県知事（第45・46代）、肥後熊本藩主細川家当主（第18代）

#### 現職国会議員

##### 自由民主党
- 猪口邦子 - 参議院議員、前衆議院議員、元ジュネーブ軍縮会議日本政府代表部特命全権大使、元ジュネーブ軍縮会議議長、元内閣府特命担当大臣（少子化・男女共同参画）
- 小林史明 - 衆議院議員、環境副大臣、元デジタル副大臣兼内閣府副大臣、元青年局長（第50代）
- 島尻安伊子 - 衆議院議員、前参議院議員、元情報通信技術（IT）政策担当大臣兼海洋政策・領土問題担当大臣兼内閣府特命担当大臣（沖縄及び北方対策・科学技術政策・宇宙政策）
- 西銘恒三郎 - 衆議院議員、元復興大臣（第12・13代）、元内閣府特命担当大臣（沖縄及び北方対策）、元経済産業副大臣、元総務副大臣
- 野田聖子 - 衆議院議員、元総務大臣（第20・21代）・元女性活躍担当大臣、元郵政大臣（第64代）、元消費者行政担当大臣、元内閣府特命担当大臣（地方創生、少子化対策、男女共同参画）、元衆議院予算委員長（女性初）、元自由民主党総務会長（第52代）、元自由民主党幹事長代行（第7代）
- 平井卓也 - 衆議院議員、元デジタル大臣（初代）、元デジタル改革担当大臣・内閣府特命担当大臣（個人情報保護委員会）、元情報通信技術担当大臣、元内閣府特命担当大臣（クールジャパン戦略、知的財産戦略、科学技術政策、宇宙政策）、元国土交通副大臣
- 広瀬建 - 衆議院議員

##### 立憲民主党
- 近藤昭一 - 衆議院議員、衆議院環境委員長、元立憲民主党副代表兼選挙対策委員長、元民進党副代表、元環境副大臣、元衆議院総務委員長、元衆議院懲罰委員長、立憲フォーラム代表、サンクチュアリ会長
- 玄葉光一郎 - 衆議院議員、衆議院副議長（第69代）、元外務大臣（第142代）、元国家戦略担当大臣（第4代）、元内閣府特命担当大臣（「新しい公共」・少子化対策・男女共同参画・科学技術政策）、元立憲民主党副代表、元民主党政調会長（第10代）
- 山崎誠 - 衆議院議員、立憲民主党副幹事長
- 牧義夫 - 衆議院議員、元厚生労働副大臣、元維新の党総務会長、中退
- 今井雅人 - 衆議院議員、元維新の党幹事長・政務調査会長

##### 日本維新の会
- 石井苗子 - 参議院議員、日本維新の会副幹事長、東京維新の会代表代行

##### 国民民主党
- 森洋介 - 衆議院議員、元環境官僚

#### 元・前国会議員
- 岩城光英 - 前参議院議員、自由民主党、元法務大臣（第96代）、元内閣官房副長官、元参議院議院運営委員長（第61代）、元自由民主党参議院政策審議会長、元福島県いわき市長
- 宇野秀次郎 - 元衆議院議員、民主自由党、正五位
- 大西孝典 - 前衆議院議員、民主党
- 加藤公一 - 元衆議院議員、民主党、元法務副大臣、元内閣総理大臣補佐官、元民主党東京都連会長
- 国井淳一 - 元参議院議員、国民民主党、元栃木県那須郡親園村長、勲四等旭日小綬章受章、従五位
- 小池政就 - 元衆議院議員、希望の党
- 斉藤淳 - 元衆議院議員、民主党、政治学者、イェール大学政治学科助教授、日経・経済図書文化賞受賞
- 斉藤斗志二 - 元衆議院議員、自由民主党、元防衛庁長官（第65代）、日本青年会議所元会頭、旭日大綬章受章
- 佐藤ゆかり - 元衆議院議員、元参議院議員、自由民主党、元総務副大臣兼内閣府副大臣、元環境副大臣、中退
- 鈴木雄二 - 元衆議院議員、日本社会党
- 玉城デニー - 元衆議院議員、元自由党幹事長兼国会対策委員長、沖縄県知事（本土復帰後第8代）
- 道休誠一郎 - 元衆議院議員、民主党
- 中本太衛 - 元衆議院議員、自由民主党等
- 長谷川仁 - 元参議院議員、自由民主党、元参議院外務委員長、勲二等瑞宝章、従四位
- 藤尾正行 - 元衆議院議員、自由民主党、文部大臣（第108代）、労働大臣（第43代）、自由民主党政務調査会長（第31代）、正三位、勲一等旭日大綬章
- 藤巻幸大 - 元参議院議員、結いの党
- 馬渡龍治 - 元衆議院議員、自由民主党
- 安井美沙子 - 元参議院議員、中退
- 山下英利 - 元参議院議員、元自民党副幹事長、元財務大臣政務官、元参議院厚生労働委員長
- 米長晴信 - 元参議院議員、みんなの党
- 松平浩一 - 元衆議院議員、立憲民主党
- 矢上雅義 - 元衆議院議員、元熊本県相良村長、立憲民主党
- 広瀬めぐみ - 前参議院議員、岩手県選挙区で初の女性参議院議員、弁護士、自由民主党
- 安達澄 - 前参議院議員、無所属

#### 外国政治家
- リザル・ラムリ - 政治家、経済学者、インドネシア共和国元財務大臣・経済担当調整大臣・海事担当調整大臣、食料調達庁長官
- アニス・バスウェダン - 政治家、インドネシア共和国元教育文化大臣、ジャカルタ特別首都圏第18代知事
- カルロス・オルメス・トルヒジョ - 政治家、弁護士、外交官、コロンビア共和国国防大臣・元外務大臣・内務大臣・教育大臣、米州機構（OAS）元大使、カリ市元市長
- ムクリズ・マハティール - 政治家、マレーシア元通商産業副大臣、マレーシア統一先住民党副大統領、元マレーシア首相マハティール・ビン・モハマドの息子
- アントリン・オレン - 政治家、フィリピン共和国マラボン市長、フィリピン自由党所属
- ジョー・ガーステン - 政治家、弁護士、アメリカ合衆国フロリダ州上院・下院議会議員

#### 地方政界
- 栗林次美 - 秋田県大仙市長、秋田県大曲市長、秋田県議会議員、旭日中綬章受章
- 古塩政由 - 神奈川県綾瀬市長
- 篠田昭 - 新潟県新潟市長、レジオン・ドヌール勲章受章
- 三浦基裕 - 新潟県佐渡市長
- 広田一恭 - 鳥取県倉吉市長
- 木内基容子 - 東京都八王子市副市長（女性初）
- 高田征一 - 元長崎県南島原市副市長
- 田村みさ子 - 東京都日の出町長
- 武広勇平 - 佐賀県上峰町長、全国最年少首長
- 小林宏晨 - 秋田県上小阿仁村長、元日本大学教授、中退
- 三井マリ子 - 元東京都議会議員
- 佐藤梓 - 東京都八王子市議会議員
- 百瀬智之 - 長野県議会議員、元衆議院議員

### 法曹界
- 秋吉仁美 - 高松高等裁判所長官、元東京高等裁判所部総括判事、元裁判所職員総合研修所長、元最高裁判所司法研修所教官
- 鈴木真理子 - 仙台高等検察庁検事長、元最高検察庁公判部長、元札幌地方検察庁検事正
- 佐藤淳 - 法務省大臣官房長、元出入国在留管理庁審議官（総合調整担当）、元富山地方検察庁検事正
- 山内由光 - 元法務省大臣官房審議官（国際・人権担当）、元最高検察庁検事、旭川地方検察庁検事正
- 大谷美紀子 - 弁護士、日本女性法律家協会元副会長、日本弁護士連合会国際室室長、国際連合子どもの権利条約委員・委員長（日本人初）
- 青木勝治 - 弁護士
- 石渡真維 - 弁護士
- 伊藤海 - 弁護士、弁理士
- 今枝仁 - 弁護士、元広島法務局評価委員会委員長
- 島伸一 - 弁護士、法学者
- 田辺智沙 - 弁護士
- 土田亮 - 弁護士、法学者

### 官界
- 源新英明 - 東京税関長、横浜税関長（第90代）、元名古屋税関長、元財務省大臣官房審議官、元内閣官房内閣審議官
- 岸英彦 - 元国税庁熊本国税局長、元税務大学校副校長
- 田中弥生 - 会計検査院長、元大学評価・学位授与機構教授、元日本NPO学会会長
- 田中淳子 - 会計検査院検査官
- 河原淳平 - 警察庁情報通信局長、元石川県警察本部長
- 安部川元伸 - 公安調査庁公安調査管理官・同庁東北公安調査局長
- 中野雅之 - 厚生労働省大臣官房政策評価審議官、元厚生労働省政策統括官（労働担当）、元厚生労働省労働基準局長、元財務省大臣官房審議官
- 青木保 - 文化庁長官（第18代）、国立新美術館元館長、紫綬褒章受章、瑞宝重光章受章
- 芦立訓 - 文部科学省文部科学審議官（文教担当）、日本スポーツ振興センター理事長
- 古川和 - 国立青少年教育振興機構理事長
- 石倉洋子 - デジタル庁デジタル監（初代）、ハーバード大学経営学博士号（日本人女性初）、日本学術会議副会長（第20期）
- 藤本真樹 - デジタル庁最高技術責任者、グリー取締役最高技術責任者
- 道永麻里 - 医師、世界医師会 (WMA) 理事会副議長（アジア人女性として初）、日本医師会 (JMA) 常任理事
- 大西健丞 - 経済同友会副代表幹事、ピースウィンズ・ジャパン（PWJ）代表理事兼統括責任者
- 坂田公夫 - 宇宙航空研究開発機構 (JAXA) 元理事・総合技術研究本部長、科学技術庁長官賞受賞、瑞宝小綬章受章
- 佐藤順一 - 元栃木県副知事、元栃木県総合政策部長
- 高桑純夫 - 昭和期の平和運動家、原水爆禁止日本国民会議元事務局長
- 山本正 - 三極委員会アジア・太平洋ディレクター、旭日中綬章受章、オーストラリア名誉勲章受章、大英勲章受章、ドイツ連邦共和国功労勲章大功労十字章受章
- 安達健 - オーストラリア・クィーンズランド州政府駐日代表
- 赤谷源一 - 外交官、国際連合事務次長（日本人初）、国際連合総会日本政府代表大使、駐チリ特命全権大使、外務省大臣官房審議官
- 西村六善 - 外交官、元外務省欧亜局長、元経済協力開発機構 (OECD) 日本政府代表部特命全権大使、元地球環境問題担当特命全権大使兼気候変動担当政府代表、元駐メキシコ特命全権大使、元内閣官房参与（地球温暖化問題担当）
- 伊藤恭子 - 外交官、駐チリ特命全権大使、元駐エチオピア特命全権大使、元在トロント日本国総領事（女性初）
- 渥美千尋 - 外交官、駐アイルランド特命全権大使、元駐パキスタン特命全権大使
- 小野村拓志 - 外交官、駐ボリビア特命全権大使
- 加藤喜久子 - 外交官、駐アルバニア特命全権大使、元在ハンブルク日本国総領事
- 加藤隆一 - 外交官、駐ギニア特命全権大使
- 久保雄嗣 - 外交官、駐ハイチ特命全権大使
- 山村嘉宏 - 外交官、駐キルギス特命全権大使、元在サンクトペテルブルク日本国総領事
- 伊藤伸彰 - 外交官、駐ウズベキスタン特命全権大使、元経済産業省大臣官房審議官（通商戦略担当）
- 川端一郎 - 外交官、駐カザフスタン特命全権大使、元在サンクトペテルブルク日本国総領事
- 桑名良輔 - 外交官、駐グアテマラ特命全権大使、元在サンパウロ日本国総領事
- 関泉 - 外交官、駐キプロス特命全権大使、元在ハガッニャ日本国総領事
- 徳永博基 - 外交官、駐ベラルーシ特命全権大使
- 木村元 - 外交官、駐モザンビーク特命全権大使、元在クリチバ日本国総領事
- 岩切敏 - 外交官、駐マラウイ共和国特命全権大使
- 佐藤英夫 - 外交官、駐イスラエル特命全権大使、元駐アフガニスタン特命全権大使、元駐バーレーン特命全権大使、元特命全権大使（文化交流担当）、瑞宝中綬章受章
- 四之宮平祐 - 外交官、駐グアテマラ特命全権大使、元在リマ日本国総領事
- 白石和子 - 外交官、駐リトアニア特命全権大使、元特命全権大使（女性・人権人道担当兼北極担当）
- 高橋二雄 - 外交官、駐アゼルバイジャン特命全権大使、元在ハバロフスク日本国総領事
- 高橋博史 - 外交官、駐アフガニスタン特命全権大使
- 田中径子 - 外交官、駐ウルグアイ特命全権大使
- 塚原大貮 - 外交官、駐ベナン特命全権大使、元在マルセイユ日本国総領事
- 中井一浩 - 外交官、駐ホンジュラス特命全権大使、元在マイアミ日本国総領事
- 林克好 - 外交官、駐イエメン特命全権大使、元在イスタンブール日本国総領事
- 福嶌香代子 - 外交官、駐バルバドス特命全権大使、UNウィメン日本事務所初代所長、元外務省外交史料館館長、元在ナッシュビル日本国総領事
- 福島正則 - 外交官、元駐アルメニア特命全権大使、元在ハバロフスク日本国総領事、元在サンクトペテルブルク日本国総領事
- 前川征弘 - 外交官、駐エクアドル特命全権大使、外務省情報分析官
- 宮本雅行 - 外交官、元駐バーレーン特命全権大使、元在ジッダ日本国総領事
- 阿部孝哉 - 外交官、元在釜山日本国総領事、元在瀋陽日本国総領事
- 今西淳 - 外交官、在ドバイ日本国総領事
- 四方明子 - 外交官、在バルセロナ日本国総領事
- 真鍋尚志 - 外交官、在リオデジャネイロ日本国総領事
- 伊藤光子 - 外交官、元外務省国際機関人事センター所長
- ギュルセル・イスマイルザーデ - 外交官、駐日アゼルバイジャン特命全権大使
- ゾマホン・ルフィン - 外交官、駐日ベナン共和国特命全権大使、同国大統領特別顧問
- ネナド・グリシッチ - 外交官、駐日セルビア共和国特命全権大使
- アッタカーン・ウォンチャナマース - 外交官、駐ギリシャタイ王国大使、在福岡タイ王国総領事、元外務省儀典局儀典課長
- クリット・タンカナラット - 外交官、駐アルゼンチン共和国タイ王国特命全権大使、在大阪タイ王国総領事、勲四等瑞宝章受章
- 厲麟似 - 近代中国の外交官、中華民国総統・中国国民党永久総裁蔣介石の外交顧問
- 村上由美子 - 経済協力開発機構 (OECD) 東京センター元所長
- 上田奈生子 - 経済協力開発機構 (OECD) 東京センター所長、国際民間航空機関(ICAO)日本政府代表部理事会元代表
- 久山純弘 - 元国際連合事務次長補、元国際連合人間居住計画 (UN-HABITAT) 事務次長、元国際連合総会第5委員会議長（行財政問題担当）、外務大臣表彰状受賞、瑞宝中綬章受賞
- 鈴木規子 - 国際協力機構 (JICA) 理事・国際緊急援助隊事務局長、元国際協力機構 (JICA) スリランカ・マレーシア事務所長、宮内庁皇嗣職宮務官
- 米山芳春 - 国際協力機構 (JICA) ラオス事務所長
- 浦元義照 - 国際連合工業開発機関 (UNIDO) 事務局事務次長、国際労働機関 (ILO) アジア太平洋地域総局長、国際連合児童基金(UNICEF)元東京事務所代表（日本・韓国兼轄）
- 大海渡桂子 - 国際連合アジア太平洋経済社会委員会 (ESCAP) 元事務局次長
- 大崎麻子 - 国連女性の地位委員会(CSW)日本代表
- 加藤美和 - 国際連合薬物犯罪事務所 (UNODC) 事業局長、元UNウィメンアジア太平洋地域部長・事務所長
- 全田良子 - 国際連合人口基金 (UNFPA) ニューヨーク本部上級顧問、国際連合人口基金 (UNFPA) ジンバブエ・カンボジア事務所元駐在代表
- 等々力勝 - 国際連合開発計画 (UNDP) アジア大洋州局元次長、東ティモール民主共和国国家開発庁元顧問
- 鍋島徳子 - 国際連合開発計画 (UNDP) 駐日代表事務所次席代表
- 西本伴子 - 国際労働機関 (ILO) 事務局長補兼アジア太平洋地域総局長、元国際連合環境計画 (UNEP) 地域協力局長
- 日野博之 - 国際通貨基金 (IMF) 元アジア太平洋地域事務所長
- 日比絵里子 - 国際連合食糧農業機関 (FAO) 駐日連絡事務所所長・元同大洋州事務所長
- 星野俊也 - 国際連合日本政府代表部大使・次席常駐代表
- 津村康博 - 国際連合世界食糧計画 (WFP) 日本事務所代表
- 松村裕幸 - 国際連合世界食糧計画 (WFP) 日本事務所元所長
- 山下真理 - 国際連合広報センター (UNIC) 長、国際連合本部政務局アジア・太平洋部部長、国際連合事務総長代表兼国際連合コソボ暫定行政ミッション (UNMIK) ベオグラード事務所長

### 財界

#### 商社・流通・小売・外食
- 諸橋晋六 - 三菱商事元特別顧問・相談役・代表取締役会長・代表取締役社長、三菱財団元理事長、日本商工会議所特別顧問、東京商工会議所元副会頭、勲一等瑞宝章受章、名誉大英帝国勲章受章、贈従三位
- 冨樫和久 - 住友商事元特別顧問・代表取締役副社長、三井住友ファイナンス&リース元代表取締役会長、日本鉄鋼連盟元副会長
- 田中精一 - 双日代表取締役副社長執行役員CFO
- 吉田多孝 - 伊藤忠商事元代表取締役、ヤナセ代表取締役社長
- 岩田修一 - メタルワン代表取締役社長兼CEO、日本鉄鋼連盟副会長
- 水谷正史 - メタルワン初代代表取締役社長
- 込山雅弘 - JALUX代表取締役社長、双日米国会社社長
- 金子新司 - 京急百貨店取締役社長
- 林静男 - 京王百貨店元代表取締役社長
- 髙野由美子 - オリエンタルランド代表取締役会長兼CEO（女性初）、ミリアルリゾートホテルズ代表取締役会長
- 大河原毅 - 日本ケンタッキー・フライド・チキン（現・日本KFCホールディングス）元特別顧問・代表取締役社長、日本フードサービス協会元会長、日本食レストラン海外普及推進機構理事長、藍綬褒章受章、旭日中綬章受章
- 片山直之 - サンマルクホールディングス代表取締役社長
- 水口貴文 - スターバックスコーヒージャパン代表取締役最高経営責任者 (CEO)
- 前田利宜 - イノダコーヒ代表取締役社長、旧加賀藩前田家第19代当主継承者
- 澤田貴司 - ファミリーマート代表取締役社長、ユニー・ファミリーマートホールディングス代表取締役社長、ファーストリテイリング元取締役副社長
- 住田正則 - ココスジャパン元代表取締役社長、なか卯元代表取締役社長
- 藤田和芳 - オイシックス・ラ・大地共同創業者・元代表取締役会長、世界を変える社会起業家100人選出
- 秋元征紘 - ナイキジャパン元代表取締役社長、ゲラン元取締役会長・代表取締役社長
- 大西基文 - クロックス・ジャパン合同会社元代表、ジョンソン・エンド・ジョンソン元バイスプレジデント
- 田中伸一 - グッチグループジャパンホールディングス元代表取締役社長
- 吉越浩一郎 - トリンプ・インターナショナル・ジャパン元代表取締役社長、平成の名経営者100人選出
- 小杉眞弘 - マリオット・インターナショナル日本・韓国支社長
- 佐藤健司 - ケーズホールディングス元取締役副会長、全国家庭電気製品公正取引協議会副会長
- 藤沢和則 - ヨドバシカメラ代表取締役社長
- ハッサン・ジャミール - アブドゥル・ラティフ・ジャミール（サウジアラビア王国財閥グループ）副会長
- 松谷高顕 - 東邦ホールディングス元代表取締役会長・代表取締役社長、日本医薬品卸業連合会元会長、藍綬褒章受章
- 中澤創太 - 日本ヴァイオリン代表取締役社長
- 御木本豊彦 - ミキモト元代表取締役社長、日本真珠振興会元会長

#### 食品
- 大貫陽一 - 森永乳業代表取締役社長、日本乳業協会副会長、日本アイスクリーム協会副会長、Jミルク会長
- 佐藤達也 - J-オイルミルズ代表取締役社長、日本植物油協会会長、日本食品・バイオ知的財産権センター会長
- 濱口敏行 - ヒゲタ醤油代表取締役社長
- 藤田佳久 - 日東富士製粉代表取締役社長、製粉協会会長
- 溝口康博 - はごろもフーズ元取締役相談役・代表取締役社長
- 三宅峰三郎 - キユーピー相談役・元代表取締役社長、旭日中綬章受章
- 池村和也 - エスビー食品代表取締役社長
- 山崎明裕 - エスビー食品元代表取締役会長
- 長井幸夫 - オエノンホールディングス代表取締役会長・元代表取締役社長
- 長林道生 - メルシャン代表取締役社長、日本ワイナリー協会理事長
- 水谷徹 - サントリービール元代表取締役社長、ビール酒造組合元会長代表理事、2025年日本国際博覧会協会副事務総長

#### 製造
- 池史彦 - 本田技研工業元代表取締役会長、日本自動車工業会元会長、自動車公正取引協議会元会長、りそなホールディングス取締役会議長、エーザイ取締役議長
- 市川正和 - 日野自動車相談役・元代表取締役会長
- 竹内覚 - 日産ディーゼル工業（現・UDトラックス）元代表取締役副会長・代表取締役社長
- 冨山隆 - 日産車体代表取締役兼社長執行役員
- 林春樹 - 三菱ふそうトラック・バス取締役副社長、三菱商事顧問、欧州三菱商事会社元社長、在英日本商工会議所元会頭、大英帝国勲章OBE受章
- 山本悟 - 住友ゴム工業代表取締役社長、日本自動車タイヤ協会会長、タイヤ公正取引協議会会長
- 小澤忠彦 - KYB元代表取締役会長・代表取締役社長
- 谷本秀夫 - 京セラ代表取締役社長
- 伊部菊雄 - カシオ計算機技術者、G-SHOCK開発者
- 齋藤真 - ジャノメ代表取締役社長CEO
- 内藤宏治 - ウシオ電機代表取締役社長
- 野中ともよ - 三洋電機元代表取締役会長兼CEO、アサヒビール元社外取締役
- 本田博人 - キャタピラージャパン共同代表執行役員、日本キャタピラー代表職務執行者社長・CEO、日本建設機械工業会会長
- 三浦善司 - リコー特別顧問・元代表取締役社長兼CEO、LIXILグループ元取締役兼暫定CEO・監査委員会委員長
- 降矢祥博 - 凸版印刷（現・TOPPANホールディングス）相談役
- 吉田秀俊 - VAIO代表取締役社長、日本ビクター（現・JVCケンウッド）元代表取締役社長
- 脇憲一 - 東京計器最高顧問・元代表取締役社長、旭日小綬章受章
- 猿丸雅之 - YKK代表取締役会長・元代表取締役副会長・代表取締役社長（創業家以外初）
- 林陽一 - JX金属代表取締役社長
- 平野和人 - UBE三菱セメント代表取締役社長CEO、セメント協会理事筆頭副会長
- 鈴木貴子 - エステー取締役兼代表執行役社長
- 髙田芳樹 - SMC代表取締役社長
- 宮地伸二 - AGC代表取締役兼副社長執行役員CFO兼CCO兼経営企画本部長

#### 金融
- 上原治也 - 三菱東京フィナンシャル・グループ（現・三菱UFJフィナンシャル・グループ）元代表取締役会長、三菱UFJ信託銀行最高顧問・元代表取締役会長・代表取締役社長、三菱信託銀行元代表取締役社長、全国銀行協会元副会長、信託協会元会長、旭日重光章受章
- 東和浩 - りそなホールディングス元取締役兼代表執行役社長、りそな銀行元取締役会長兼代表取締役社長、SOMPOホールディングス取締役会議長、大阪銀行協会元会長、信託協会元副会長、大阪商工会議所副会頭
- 中村重治 - りそな銀行元代表取締役副社長、りそな総合研究所顧問・元代表取締役社長、商工組合中央金庫人事委員会・報酬委員会委員長
- 石川啓太郎 - 青森みちのく銀行代表取締役頭取（初代）、青森銀行元代表取締役頭取
- 大蔵一之 - しんきん信託銀行元代表取締役社長
- 北出高一郎 - シティバンク・プライベートバンク（現・シティバンク銀行）元在日代表兼北アジア統括代表
- 栗栖徳雄 - モントリオール銀行（カナダ五大銀行）元在日代表
- グレッグ・ストーリー - ナショナル・オーストラリア銀行元在日代表、オーストラリア・ニュージーランド商工会議所元会頭
- 西山重良 - みずほ証券元代表取締役副社長
- 小嶋歳晴 - UBS証券元代表取締役会長兼CEO（日本人初）、日興ソロモン・スミス・バーニー証券（現・日興シティグループ証券）元CEO
- 中根俊彦 - ソシエテ・ジェネラル証券元代表取締役共同会長・代表取締役社長
- 藤田勉 - シティグループ証券顧問・元取締役副会長、メリルリンチ投信投資顧問（現・メリルリンチ日本証券）元最高運用責任者、ストラテジスト、一橋大学特任教授
- ジェームス・G・W・リード - ABNアムロ証券日本支社元社長兼CEO、ベアリング証券元社長兼CEO、米国みずほ証券元社長兼CEO
- 佐藤純二 - 農林中央金庫元代表理事副理事長、農林中金総合研究所元代表取締役社長、農畜産業振興機構元理事長
- 榊田隆之 - 京都信用金庫代表理事理事長、京都経済同友会代表幹事
- 澤田正晴 - 奄美群島振興開発基金理事長
- 清水時彦 - JPインベストメント元代表取締役社長、東京工業大学大学院元客員教授、アクチュアリー
- 引間雅史 - 日興アセットマネジメント顧問・元代表取締役社長
- 阿部修平 - スパークス・グループ創業者・代表取締役社長グループCEO
- 緒方克明 - アライアンス・バーンスタイン元代表取締役会長
- 服山清一 - ブラックロック・ジャパン元代表取締役社長
- 三好啓介 - ジャフコグループ代表取締役社長
- 山川丈人 - コールバーグ・クラビス・ロバーツ (KKR) 日本法人元代表取締役社長兼CEO、ゼネラル・エレクトリック (GE) 米国本社オフィサー兼副社長
- 和田浩己 - ベアリング投信投資顧問（現・ベアリングス・ジャパン）元代表取締役社長
- 都筑誠 - ポケットカード元特別顧問・代表取締役社長
- 西野彰 - ソニーライフ・エイゴン生命保険元代表取締役社長
- 元田賢 - アリアンツ火災海上保険代表取締役社長、外国損害保険協会 (FNLIA) 会長
- 数原泉 - シカゴ・マーカンタイル取引所 (CME) 駐日代表、NYSEユーロネクスト元駐日代表
- 村木徹太郎 - TOKYO AIM取引所（現・TOKYO PRO Market）元代表取締役社長

#### マスメディア・広告・出版
- 石井直 - 電通グループ相談役、電通顧問・元代表取締役社長、日本広告業協会 (JAAA) 元理事長、日本マーケティング協会副会長
- 大森壽郎 - 博報堂DYメディアパートナーズ取締役会長・元代表取締役社長
- 長沼孝一郎 - アサツー ディ・ケイ（現・ADKホールディングス）元最高顧問・代表取締役会長グループCEO・代表取締役社長、日本広告業協会 (JAAA) 元副理事長、旭日中綬章受章
- 高野功 - 大広相談役・元取締役会長・代表取締役社長、日本広告業協会 (JAAA) 元副理事長
- 中田安則 - 読売広告社相談役・元代表取締役会長・代表取締役社長
- 飯塚昌治 - ジェイ・ウォルター・トンプソン日本法人元代表取締役社長兼CEO（日本人初）
- 片木康行 - マッキャン・ワールドグループホールディングス元代表取締役社長兼CEO
- 永井祥裕 - I&S BBDO代表取締役社長
- 濱口浩三 - 東京放送（TBSテレビ、現・TBSホールディングス）元社長室名誉顧問・相談役・代表取締役社長、マスコミ功労者顕彰放送部門選出
- 藤田徹也 - 東京放送ホールディングス（現・TBSホールディングス）元代表取締役、TBSラジオ元取締役会長、テレビ高知代表取締役社長
- 高田孝治 - 読売テレビ放送元顧問・相談役・代表取締役会長・代表取締役社長、日本民間放送連盟元副会長
- 田村明彦 - BSテレビ東京代表取締役社長、テレビ東京ホールディングス参与
- 黒水則顯 - WOWOW相談役
- 若生伸子 - TVer代表取締役社長
- 相崎由松 - 長野放送相談役・元代表取締役社長、旭日小綬章受章
- 奥村光林 - 近畿放送（現・京都放送）元代表取締役社長
- 小宮邦安 - テレビ神奈川特別顧問・元代表取締役社長
- 島田洋一 - 札幌テレビ放送相談役・元代表取締役会長・代表取締役社長、旭日小綬章受章
- 清水信一 - サンテレビジョン元代表取締役社長
- 高木敏弘 - テレビ西日本元代表取締役社長
- 平岡啓 - TVQ九州放送代表取締役社長
- 松本寛 - テレビ新広島元代表取締役社長
- 山本邦義 - 高知放送相談役・元代表取締役会長・代表取締役社長
- 江幡幸伸 - 東京スポーツ新聞社元取締役相談役・代表取締役社長
- 近藤俊一郎 - 産業経済新聞社元顧問・取締役副会長
- 三浦基裕 - 日刊スポーツ新聞社元代表取締役社長
- 安田庄司 - 読売新聞社元代表取締役主幹・副社長兼編集主幹、大阪読売新聞社元取締役会長、レジオン・ドヌール勲章シュヴァリエ章受章
- 佐藤雄二郎 - 共同通信社代表取締役社長
- 石田哲哉 - ダイヤモンド社代表取締役社長
- 岩野裕一 - 実業之日本社代表取締役社長
- 小泉公二 - NHK出版元代表取締役社長
- 嶋中行雄 - 中央公論社元代表取締役社長
- 関川誠 - 宝島社代表取締役社長
- 大門小百合 - ジャパンタイムズ (The Japan Times) 元執行役員最高編集責任者（女性初）
- 新名新 - 出版デジタル機構代表取締役社長、メディアドゥ代表取締役社長、角川書店（現・KADOKAWA）常務取締役
- 西川清史 - 文藝春秋取締役副社長、日本文学振興会評議員会元会長
- 指出一正 - sotokoto online代表取締役、ソトコト編集長

#### 製薬・化学
- 足利英幸 - バクスター日本法人元代表取締役社長、日本ベクトン・ディッキンソン元代表取締役社長、ボシュロム・ジャパン元代表取締役社長
- 小笠原信 - ロシュ・ダイアグノスティックス日本法人代表取締役社長兼CEO
- 高橋利夫 - 第一三共ヘルスケア元代表取締役社長、日本OTC医薬品協会元副会長
- 鳥居正男 - ベーリンガーインゲルハイム元日本法人代表取締役社長、ノバルティス日本法人代表取締役社長、エスエス製薬元代表取締役社長、欧州製薬団体連合会副会長
- 三村浩一 - スリーエム ジャパン（旧・住友スリーエム）元代表取締役社長
- 村田興文 - シンジェンタ日本法人相談役・元取締役会長・代表取締役社長

#### 運輸
- 近藤彰男 - 埼玉高速鉄道元代表取締役社長
- 都村智史 - 京王電鉄代表取締役社長
- 牧野英伸 - 秩父鉄道代表取締役社長
- 竹添進二郎 - 日本通運代表取締役社長
- ジェニー・マユコ・ワカナ - エアアジア・ジャパン取締役社長
- 利光松男 - 日本航空元名誉顧問・相談役・代表取締役社長、日本航空協会元会長、小田急電鉄創業者利光鶴松の子、勲二等旭日重光章受章、日本国際ツーリズム殿堂入り
- 永田順子 - 日本航空初の女性執行役員

#### 資源・鉄鋼
- 池田道雄 - JX日鉱日石エネルギー（現・JXTGエネルギー）顧問・元取締役副社長
- 菊池節 - 京葉瓦斯代表取締役会長
- 小林久志 - コスモ石油元代表取締役社長、石油連盟元副会長
- 谷本進治 - 日本製鉄元代表取締役副社長、九州経済連合会元副会長、日本鉄鋼協会技術功績賞服部賞
- 米澤祥一郎 - 三井松島産業（現・三井松島ホールディングス）元代表取締役社長

#### 建設・不動産
- 小川修武 - 三井ホーム元顧問・代表取締役会長
- 河野豊輝 - 三井住建道路相談役・元代表取締役会長
- 瀬川修 - 三菱地所レジデンス顧問・元代表取締役副社長
- 松本聖二 - 野村不動産ホールディングス元代表取締役副社長、野村不動産元顧問・代表取締役副社長

#### コンサルティング・シンクタンク
- 秋元比斗志 - KPMGコンサルティング（旧・KPMGマネジメントコンサルティング）元代表取締役社長COO
- 鴨居達哉 - アビームコンサルティング代表取締役社長、マーサージャパン代表取締役社長兼マーサーファー・イースト地域代表
- 柴田励司 - マーサー・ヒューマン・リソース・コンサルティング（現・マーサージャパン）元代表取締役社長
- 岩本浩久 - 電通総研代表取締役社長
- 太田嘉雄 - 横浜銀行顧問、浜銀総合研究所元代表取締役社長、産業貿易センター元代表取締役社長、横浜商工会議所元副会頭
- 高橋信也 - マネジメントソリューションズ創業者・代表取締役社長兼CEO

#### 情報・通信
- 新居佳英 - アトラエ創業者・代表取締役CEO、アルティーリ千葉創設者
- 今川聖 - エキサイト元代表取締役社長
- 大西啓介 - ナビタイムジャパン創業者・代表取締役社長兼CEO
- 梶正彦 - タタ・コンサルタンシー・サービシズ（インド・タタ財閥）日本法人元取締役会長・代表取締役社長
- 紀野知成 - アットハース創業者・代表取締役社長
- 下牧拓 - 三井情報顧問・元代表取締役社長
- 清水伸太郎 - セキュリア代表取締役、ハウテレビジョン取締役
- 都木聡 - セレス創業者・代表取締役社長
- 平井誠人 - Sun Asterisk創業者・元代表取締役グループCEO、アトラエ創業者、エンジェル投資家
- 本田謙 - フリークアウト・ホールディングス創業者・代表取締役社長
- 三木茂 - フィスコ創業者・元代表取締役会長、元トムソン（現・トムソン・ロイター）日本代表
- 森泉知行 - ジュピターテレコム元代表取締役社長兼最高経営責任者
- 山本昌平 - ハイマックス元代表取締役会長・代表取締役社長[1]
- 和田一也 - ニフティ常任顧問・元代表取締役社長

#### コンテンツ
- 天野創治郎 - 劇団青年座創設同人
- ウィリアム・アイアトン - ワーナーエンターテイメントジャパン（現・ワーナー ブラザーズ ジャパン合同会社）元代表取締役社長
- 川城和実 - バンダイビジュアル（現・バンダイナムコアーツ）元代表取締役社長
- 塩田周三 - ポリゴン・ピクチュアズ代表取締役社長
- ジャニー喜多川 - ジャニーズ事務所創業者・代表取締役社長、菊田一夫演劇賞特別賞受賞、日本レコード大賞特別音楽文化賞受賞
- 高橋浩 - 東映アニメーション元取締役相談役・取締役会長・代表取締役社長
- 藤島ジュリー景子 - ジャニーズ事務所代表取締役社長（2代目）、ジェイ・ストーム代表取締役社長
- 武藤芳彦 - ユナイテッド・シネマ元代表取締役社長
- 栁瀬一樹 - アニメ宣伝プロデューサー[2]

#### スポーツ
- 井箟重慶 - オリックス・ブルーウェーブ（現・オリックス・バファローズ）元球団代表・スペシャルアドバイザー
- 松浦晋 - 大映スターズ元球団代表、東京オリオンズ（現・千葉ロッテマリーンズ）元代表、日本プロ野球パシフィック・リーグ元会長
- 安田庄司 - 日本プロ野球セントラル・リーグ初代会長
- 叶屋宏一 - クリムゾンフットボールクラブ（ヴィッセル神戸運営会社）元代表取締役社長
- 徳重剛 - 鹿児島プロスポーツプロジェクト（鹿児島ユナイテッドFC運営会社）代表取締役社長
- 古川宏一郎 - 横浜マリノス代表取締役社長

#### その他実業家・経営コンサルタント
- 岡部豊 - アンビッシュ代表取締役社長、ニッポン放送元ディレクター・プロデューサー
- 蟹瀬令子 - イオンフォレスト特別顧問、ケイ・アソシエイツ代表取締役社長
- 神田昌典 - 経営コンサルタント
- 郷和道 - 実業家、チーム郷チーム代表、ブリヂストン創業者石橋正二郎の孫
- 佐々木かをり - イー・ウーマン代表取締役社長、国際女性ビジネス会議実行委員会委員長
- 竹下恵 - 実業家、ネットワーク技術者
- 中田華寿子 - ライフネット生命保険元取締役CCO、マネースクエア取締役、アドバンスクリエイト取締役、ispace取締役
- ピア・シュナイダー - IGN副社長
- ユリーカ - ワンダーリリー代表取締役社長
- ルディー和子 - ウィトン・アクトン代表取締役、元立命館大学教授、セブン&アイ・ホールディングス取締役、トッパン・フォームズ取締役
- 田澤由利 - ワイズスタッフ代表取締役、テレワークマネジメント代表取締役

### 学者

#### 法学・政治学
- 天川由記子 - 国際政治学者（国際関係論）、東京福祉大学教授、元テレビ東京アナウンサー
- 飯盛義徳 - 行政学者、慶應義塾大学教授
- 石積勝 - 政治学者、神奈川大学学長
- 伊豆見元 - 政治学者（国際関係論）、静岡県立大学名誉教授、東京国際大学国際戦略研究所教授、現代韓国朝鮮学会会長
- 市原麻衣子 - 国際政治学者、一橋大学教授
- 伊藤剛 - 国際政治学者、明治大学教授
- 植木千可子 - 政治学者（国際関係論）、早稲田大学教授
- 太田宏 - 国際政治学者、早稲田大学教授
- 平野温郎 - 法学者、東京大学大学院法学政治学研究科教授
- 臼木豊 - 法学者、駒澤大学法科大学院教授
- 大越義久 - 刑法学者、東京大学名誉教授
- 小畑史子 - 労働法学者、京都大学教授
- 河野康子 - 政治学者、法政大学名誉教授、大平正芳記念賞
- 吉川元 - 政治学者、神戸大学名誉教授
- 草野厚 - 政治学者、慶應義塾大学教授
- 久邇良子 - 政治学者、東京学芸大学教育学部准教授
- 栗栖薫子 - 国際政治学者、神戸大学大学院法学研究科教授
- 河野勝 - 学者（国際政治学）、早稲田大学教授
- 五野井郁夫 - 政治学者、高千穂大学教授
- 清水千尋 - 学者、立正大学副学長、法学部教授
- 島伸一 - 法学者、弁護士、駿河台大学名誉教授、ワシントン大学ロースクール元客員研究員
- 五味俊樹 - 政治学者、大東文化大学法学部学部長
- 櫻田大造 - 政治学者、関西学院大学教授
- 佐島直子 - 国際政治学者、専修大学経済学部教授
- 須田晟雄 - 法学者（民法）、北海学園大学教授
- 添谷芳秀 - 学者（国際政治学）、慶應義塾大学教授
- 高野敏樹 - 法学者（比較憲法学）、上智大学短期大学部学長
- 立川京一 - 国際政治学者、防衛研究所研究員
- 土田宏 - アメリカ政治、ケネディ暗殺研究、城西国際大学教授・上智大学助教授
- 土田亮 - 法学者（商法）、上智大学教授、りそな銀行取締役、ユーピーアール取締役、ノエビアホールディングス監査役
- 中園和仁 - 政治学者、広島大学名誉教授
- 納家政嗣 - 政治学者（国際関係論）、一橋大学名誉教授、青山学院大学教授
- 畑惠子 - 政治学者、早稲田大学教授、元早稲田大学理事
- 浜由樹子 - 政治学者、静岡県立大学准教授、ロシア・東欧学会研究奨励賞
- 原強 - 法学者（民事訴訟法）、上智大学法学部長・教授
- 星野俊也 - 国際政治学者、大阪大学大学院国際公共政策研究科教授、元国連代表部公使参事官
- 堀芳枝 - 国際政治学者、早稲田大学教授
- 前嶋和弘 - 政治学者、上智大学総合グローバル学部教授、アメリカ学会会長
- 丸山雅夫 - 法学者（刑法）、南山大学名誉教授・元副学長、元南山学園理事
- 六鹿茂夫 - 国際政治学者（東欧・バルカン）、静岡県立大学大学院国際関係学研究科教授
- 目加田説子 - 政治学者、中央大学総合政策学部教授
- 森井裕一 - 国際政治学、東京大学教授
- 山本輝之 - 刑法学者、成城大学教授、名古屋大学大学院法学研究科教授
- 薮口康夫 - 法学者（民事訴訟法）、青山学院大学法務研究科教授
- 木山泰嗣 - 法学者（税法）、弁護士、青山学院大学法学部教授
- 松原孝明 - 法学者（民法）、大東文化大学法学部法律学科教授
- 高作正博 - 憲法学者、関西大学法学部教授
- 向井久了 - 憲法学者、帝京大学教授
- 村上正子 - 法学者（国際民事手続法）、名古屋大学法政国際教育協力研究センター長・教授
- 青井千由紀 - 国際政治学者、東京大学大学院教授
- 桜井啓子 - イスラム地域研究、早稲田大学国際教養学術院教授
- 山口いつ子 - 情報法学者、東京大学大学院教授
- 山田高敬 - 国際政治学者、名古屋大学大学院環境学研究科教授
- 山本信人 - 政治学者、慶應義塾大学法学部教授
- 吉田元子 - 民事手続法学者、関西学院大学法学部教授
- 渡邊頼純 - 国際政治経済学者、慶應義塾大学名誉教授、関西国際大学教授
- 和仁健太郎 - 法学者（国際法）、大阪大学教授、安達峰一郎記念賞

#### 経済学・経営学・商学
- 石倉洋子 - 経営学者、一橋大学名誉教授、デジタル監、元慶應義塾大学大学院メディアデザイン研究科教授
- 石橋善一郎 - 東北大学大学院経済学研究科教授
- 糸瀬茂 - エコノミスト、宮城大学教授
- 岩﨑邦彦 - 農業経済学、静岡県立大学経営情報学部教授
- 馬越恵美子 - 経営学者、桜美林大学副学長、異文化経営学会会長
- 大森義明 - 経済学者、横浜国立大学大学院国際社会科学研究院教授、コネティカット大学ストース校経済学部助教授
- 奥田健二 - 経営学者、上智大学教授
- 蔵下勝行 - 経済学者、専修大学名誉教授
- 小山秀夫 - 経営学者、静岡県立大学経営情報学部教授
- 清水敏允 - 経営学者、神奈川大学名誉教授
- 白石小百合 - 経済学者、横浜市立大学国際総合学部教授
- 永田清 - 経営学者、大東文化大学経営学部教授（数学）、理工学部数学科卒
- 中西徹 - 経済学者、東京大学大学院総合文化研究科・教養学部教授
- ドミニク・テュルパン - 経営学者、国際経営開発研究所 (IMD) 教授、前学長
- ミカエル・アンティオコ - 経営学者、EDHEC経営大学院教授
- 日引聡 - 経済学者、東北大学大学院経済学研究科教授
- 村上裕太郎 - 会計学者、慶應義塾大学大学院経営管理研究科准教授
- アンナ・チェルノバイ - 経済学者、シラキュース大学マーティン・J・ウィットマン・スクール・オブ・マネージメント准教授
- 永瀬伸子 - 経済学者、お茶の水女子大学大学院人間文化創成科学研究科教授
- 中村智彦 - 経済学者、神戸国際大学経済学部教授
- アラン・バード - 経営学者、ミズーリ大学セントルイス校教授、コンサルティングファームKozai Groupパートナー
- 田中洋 - 経済学者、中央大学大学院戦略経営研究科教授、元日本マーケティング学会会長
- 焼田党 - 経済学者、南山大学教授、日本応用経済学会会長
- 鈴木亘 - 経済学者、学習院大学経済学部経済学科教授
- 佐藤郁夫 - 経営学者、札幌大学経営学部教授
- 山内麻理 - 経営学者、日興アセットマネジメント取締役、サクサホールディングス取締役
- 山崎福寿 - 経済学者、日本大学教授

#### 文学・文化芸術学・社会学
- 青木保 - 文化人類学者、大阪大学名誉教授、国立新美術館館長、元日本民族学会会長、元文化庁長官
- 浅川達人 - 社会学者、早稲田大学教授、日本都市社会学会会長
- 石田浩 - 社会学者、東京大学名誉教授、元東京大学社会科学研究所所長
- 井上泰至 - 国文学者、防衛大学校教授
- 岩村圭南 - コンテンツ・クリエイター、教育学者、英語学者、元上智大学短期大学部助教授
- 植田康夫 - ジャーナリスト、上智大学名誉教授、日本出版学会元会長、日本マス・コミュニケーション学会元副会長
- 牛島万 - 国際政治学者、京都外国語大学准教授
- 大橋崇行 - 日本近代文学、東海学園大学准教授
- 小川了 - 民族学者、東京外国語大学名誉教授、東京外国語大学アジア・アフリカ言語文化研究所元教授
- 風間計博 - 文化人類学者、京都大学教授
- 神作研一 - 国文学者、国文学研究資料館副館長・教授、日本古典文学学術賞
- 小林章夫 - 英文学者、上智大学教授
- 加藤九祚 - 民族学者、国立民族学博物館名誉教授
- 蟹瀬誠一 - ジャーナリスト、明治大学教授
- 刈田元司 - 英米文学者、上智大学名誉教授、勲三位旭日中綬章受章
- 木村直司 - ドイツ文学者、上智大学名誉教授
- 白崎嘉昭 - ドイツ文学者、東京慈恵会医科大学医学部教授
- 戸川敬一 - ドイツ文学者、上智大学名誉教授
- 島弘之 - 英文学者、法政大学教授
- ジョン・ボチャラリ - 比較文学者、東京大学名誉教授
- 鈴木雄雅 - 新聞学者、上智大学名誉教授
- 諏訪部浩一 - アメリカ文学者、東京大学大学院人文社会系研究科准教授
- 高倉浩樹 - 社会人類学者、東北大学教授、元地域研究コンソーシアム運営委員長、元日本学術会議会員
- 武市英雄 - 新聞学者、上智大学名誉教授、日本マス・コミュニケーション学会会長
- 勝呂奏 - 日本近代文学、桜美林大学教授
- 高梨敬一郎 - アナウンサー、関西国際大学教授
- 高橋裕子 - 西洋美術研究者、学習院大学教授
- 巽孝之 - 英文学者、慶應義塾大学名誉教授、慶應義塾ニューヨーク学院長、元日本アメリカ文学会会長
- 外岡尚美 - アメリカ文学者、青山学院大学元副学長（女性初）、青山学院大学教授
- 鶴田欣也 - 比較文学者、元ブリティッシュ・コロンビア大学教授
- 栩木伸明 - アイルランド文学者、早稲田大学教授
- 下楠昌哉 - アイルランド文学者、同志社大学教授
- 栩木玲子 - アメリカ文学者、法政大学国際文化学部教授
- 野谷啓二 - 英文学、神戸大学教授
- 野村進 - ノンフィクション作家、拓殖大学国際開発学部教授
- 原忠之 - 観光学者、セントラルフロリダ大学教授
- 東野定律 - 社会福祉学者、静岡県立大学経営情報学部講師
- 永田淑子 - 英文学者、藤女子学園理事長、藤女子大学学長
- 平野威馬雄 - 仏文学者、詩人、平野レミの父親
- 福田逸 - イギリス文学者、明治大学商学部教授
- 藤田結子 - 社会学者、明治大学商学部教授
- 松田健児 - 美術史家、慶應義塾大学教授
- 溝渕正季 - 中東地域研究者、広島大学准教授
- 吉野耕作 - 社会学者、上智大学教授、元東京大学大学院人文社会系研究科教授
- 村松泰子 - 社会学者、東京学芸大学名誉教授・元学長
- 桝井省志 - 映画プロデューサー、東京藝術大学名誉教授
- 安岡治子 - ロシア文学、東京大学名誉教授
- 渡辺靖 - 文化人類学者、慶應義塾大学環境情報学部教授
- 木幡和枝- アートプロデューサー、東京芸術大学名誉教授
- 中村隆夫 - 美術史、多摩美術大学博士後期課程教授
- 武田勝彦 - 英文学者、早稲田大学政治経済学部名誉教授
- 杉野健太郎 - 英文学者、信州大学人文学部教授
- 嶋田洋一郎 - ドイツ文学者、九州大学大学院比較社会文化研究院教授
- 上山良子 - ランドスケープアーキテクト、長岡造形大学名誉教授
- 佐藤綾子 - 心理学者、日本大学芸術学部教授
- 宮崎広和 - 人類学者、コーネル大学教授、人類学部長
- 安倍オースタッド玲子 - 日本文学者、オスロ大学文化研究・東洋語学部教授教授
- 松本恭幸 - メディアプロデューサー。摂南大学准教授

#### 歴史学
- 青木深 - 歴史学者、都留文科大学教授
- 石澤良昭 - 歴史学者、第13代上智大学学長、瑞宝重光章受章、マグサイサイ賞受賞
- 川越修 - 歴史学者、同志社大学教授
- 君塚直隆 - 歴史学者、政治学者、関東学院大学文学部教授
- 黒沢文貴 - 歴史学者、東京女子大学教授
- 剣持久木 - 歴史学者、静岡県立大学国際関係学部教授
- 小菅信子 - 歴史学者（日本近現代史）、政治学者（国際関係論）、山梨学院大学法学部教授
- 五野井隆史 - 歴史学者、東京大学名誉教授
- 斎藤聖二 - 歴史学者、茨城キリスト教大学教授
- 酒田正敏 - 歴史学者、元明治学院大学教授
- 櫻井良樹 - 歴史学者、麗澤大学外国語学部長
- 白峰旬 - 歴史学者（城郭史）、別府大学教授
- 杉崎泰一郎 - 歴史学者、中央大学教授
- 田畑幸嗣 - 考古学者、早稲田大学教授
- 平野千果子 - 歴史学者、武蔵大学人文学部教授
- 松田毅一 - 歴史学者、京都外国語大学名誉教授
- 松尾弌之 - 歴史学者（アメリカ史）、上智大学名誉教授、東京純心女子大学学長
- 山道佳子 - 歴史学者、慶應義塾大学文学部教授、元スペイン史学会代表
- 米山リサ - 歴史学者、トロント大学アジア学部教授
- ヴィクター・コシュマン - 歴史学者、コーネル大学歴史学部教授
- デヴィッド・ルーク・ハウエル - 歴史学者、ハーバード大学教授、東アジア言語文明学部長

#### 語学・言語学
- 石井哲士朗 - 言語学者、東京外国語大学名誉教授
- 宇多文雄 - ロシア語学者、上智大学名誉教授、元ロシア・東欧学会代表理事
- 海野多枝 - 言語学者、東京外国語大学国際日本学研究院教授
- 江藤裕之 - 言語学者、東北大学大学院国際文化研究科教授
- 大河原眞美 - 法言語学者、高崎経済大学大学院地域政策研究科長
- 岡本順治 - 言語学者、学習院大学教授
- 木村和美 - 英語教育学者、東京外国語大学非常勤講師
- 小林一宏 - スペイン語学者、上智大学名誉教授
- 清岡智比古 - フランス語学者、明治大学教授
- 青井明 - フランス語学者、言語学者、国際基督教大学名誉教授
- 金田一秀穂 - 言語学者、評論家、杏林大学教授
- 黒田龍之助 - スラブ語学者、言語学者
- 佐野真一郎 - 言語学者、慶應義塾大学教授、理論言語学賞
- 清水憲男 - スペイン語学者、スペイン文学者、上智大学名誉教授、早稲田大学教授
- 首藤佐智子 - 言語学者、早稲田大学教授
- 白井恭弘 - 言語学者、ケース・ウェスタン・リザーブ大学教授
- 新谷忠彦 - 言語学者、東京外国語大学名誉教授
- 関口存男 - ドイツ語学者、慶應義塾大学教授
- 関口一郎 - ドイツ語学者、慶應義塾大学教授
- 鳥飼玖美子 - 通訳者、立教大学教授、日本通訳学会会長
- 中村桃子 - 言語学者、関東学院大学教授
- 日比谷潤子 - 言語学者、国際基督教大学学長、日本学術会議副会長、日本ユネスコ国内委員会副会長
- 林田理惠 - 言語学者、大阪大学大学院言語文化研究科教授
- 前川喜久雄 - 言語学者、国立国語研究所所長、元日本音声学会会長
- 松本曜 - 言語学者、国立国語研究所教授
- 吉冨朝子 - 言語学者、東京外国語大学総合国際学研究院教授
- 鶴田知佳子 - 同時通訳者、比較言語学者、東京外国語大学教授、フランス語学科卒
- 廣谷昌子 - 心理言語学者、カールトン大学准教授
- 中谷健太郎 - 言語学者、甲南大学文学部英語英米文学科教授
- 草薙裕 - 言語学者、元筑波女子大学（現筑波学院大学）学長、筑波大学名誉教授
- 井原奉明 - 言語学者、昭和女子大学大学院教授

#### 神学・宗教学・哲学
- 阿部仲麻呂 - 日本カトリック神学会評議員、上智大学神学部非常勤講師
- 板橋勇仁 - 哲学者、立正大学文学部哲学科教授
- 伊藤益 - 哲学者、筑波大学大学院人文科学研究科教授
- 大谷啓治 - 哲学者、上智大学名誉教授、上智大学元学長
- 大橋容一郎 - 哲学者、上智大学文学部哲学科教授・文学部長
- 久山宗彦 - 宗教学者、元法政大学教授、元星美学園短期大学学長、元カリタス女子短期大学学長
- クラウス・リーゼンフーバー - 上智大学名誉教授、哲学者、思想史研究家
- 粉川哲夫 - 現代思想学者、東京経済大学教授、文学部哲学科卒
- 桜井啓子 - 社会学者、早稲田大学国際教養学部教授
- 鈴木晶子 - 哲学者、京都大学名誉教授、元日本学術会議会員
- 土橋茂樹 - 哲学者、中央大学文学部教授
- 村井則夫 - 哲学者、中央大学文学部教授
- 山口一郎 - 哲学者、東洋大学名誉教授
- 山脇直司 - 公共哲学者、東京大学名誉教授、星槎大学学長
- 吉田敬 - 哲学者、早稲田大学社会科学部教授
- ルーベン・アビト - 宗教学者、南メソジスト大学教授

#### 心理学・教育学
- 伊集院郁子 - 教育学者、言語学者、東京外国語大学大学院国際日本学研究科准教授
- 高橋美保 - 心理学者
- 苫米地英人 - 計算言語学者、認知心理学者、脳科学（または機能脳科学、脳機能科学）者
- 久田満 - 心理学者、上智大学名誉教授
- 田中康裕 - 心理学者、京都大学教授
- 津田彰 - 心理学者、久留米大学名誉教授、元日本健康支援学会会長、元日本行動科学学会会長
- 富田隆 - 心理学者、駒沢女子大学教授
- 山崎久美子 - 臨床心理学者、防衛医科大学校准教授、東京医科歯科大学元教授、早稲田大学元教授
- 遊佐安一郎 - 臨床心理学者
- 永田祐 - 社会福祉学者、同志社大学社会学部社会福祉学科准教授
- 渡辺文夫 - 心理学者、上智大学名誉教授

#### 医学・歯学
- 赤津晴子 - 国際医療福祉大学医学部教授、元スタンフォード大学医学部准教授・内分泌内科外来長、米国ベストドクター賞受賞、米国トップドクター賞受賞
- 青木一雄 - 琉球大学医学部教授（公衆衛生医学）
- 今泉美佳 - 杏林大学医学部教授
- 岩井寛 - 医学者、精神科医、聖マリアンナ医科大学教授
- 岩崎清隆 - 作業療法研究者、群馬大学医学部准教授
- バージニア・デイビス・フロイド - 米国の医学者・医師
- 北中淳子 - 医療人類学者、慶應義塾大学文学部教授
- 富田真知子 - 老年学者、ニューヨーク州立大学バッファロー校教授
- 村本和世 - 明海大学歯学部教授

#### 理学・工学
- 秋山仁 - 数学者、東海大学名誉教授、東京理科大学教授兼理数教育研究センター長
- 井奥洪二 - 学者、慶應義塾大学経済学部教授、元東北大学大学院環境科学研究科教授
- 石井浩介 - 工学者、スタンフォード大学教授
- 大須賀昭彦 - 学者（情報システム学）、前東芝研究開発センター主任研究員、電気通信大学大学院教授
- 河内明夫 - 数学者（結び目理論）、大阪市立大学名誉教授、大阪市立大学数学研究所名誉所長
- 柴木恒一 - 数学者、岩手県立大学専任講師
- 関口晃司 - 数学者、高知工科大学教授
- 田丸博士 - 数学者、大阪公立大学大学院理学研究科教授、大阪公立大学数学研究所所長
- 築地徹浩 - 工学者、上智大学名誉教授、元日本フルードパワーシステム学会会長
- 友永昌治 - 数学者、立正大学文学部社会学科名誉教授
- 野海正俊 - 数学者、神戸大学大学院教授
- フィデル・ネメンゾ - 数学者、フィリピン大学ディリマン校第11代学長
- 山下倫範 - 数学者、立正大学データサイエンス学部（数学/情報教育）
- 永田清 - 数学者、大東文化大学経営学部教授（暗号理論）
- 飯田弘之 - 学者（ゲーム理論）、将棋棋士、北陸先端科学技術大学院大学教授
- 武田淳 - 物理学者、横浜国立大学大学院工学研究院教授
- 早瀬潤子 - 物理学者、慶應義塾大学理工学部教授
- 東千秋 - 材料工学、高分子化学、放送大学名誉教授
- 大越慎一 - 化学者、東京大学大学院理学系研究科長、東京大学理学部長
- 川畑伊知郎 - 科学者（神経科学）、東北大学大学院薬学研究科助教授、ピアニスト
- 古川純一 - 燃焼工学、東京都立産業技術高等専門学校名誉教授
- 高窪統 - 工学者、元中央大学理工学部教授
- 中川勝 - 応用物理学者、東北大学多元物質科学研究所教授、元東京工業大学資源化学研究所准教授
- 平山誠 - ニューヨーク州立大学アルバニー校教授
- 中口俊哉 - 医工学者、千葉大学フロンティア医工学センター教授
- 由井伸彦 - 生体医工学者、東京医科歯科大学生体材料工学研究所教授、日本バイオマテリアル学会会長
- リー・アンダーソン - 建築学者、ミネソタ大学ツインシティー校准教授
- 高畑憲一 - 工学者、ブリティッシュコロンビア大学機械・コンピューター工学部教授
- 松尾陽太郎 - 工学者、東京工業大学名誉教授
- 松本真由美 - エネルギー学者、東京大学教養学部附属教養教育高度化機構環境エネルギー科学特別部門客員准教授
- 森脇隆夫 - 工学者、元上智学院理事長

### キリスト教聖職者
- アドルフォ・ニコラス - 第30代イエズス会総長
- 金寿煥 - カトリック枢機卿（韓国人初）
- 白柳誠一 - カトリック枢機卿
- 濱尾文郎 - カトリック枢機卿（兄は浜尾実元東宮侍従）
- 森一弘 - カトリック教会東京教区司教

### 文学

#### 小説家・エッセイスト
- 赤神諒 - 小説家、弁護士、上智大学教授、日経小説大賞受賞
- 新井満 - 作家、シンガーソングライター、芥川賞受賞
- 荒山徹 - 小説家
- 彩瀬まる - 小説家
- 安藤和津 - エッセイスト、元ニュースキャスター
- 伊兼源太郎 - 小説家、推理作家
- 井嶋ナギ - 著述家、日本文化研究家
- 井上ひさし - 小説家、放送作家、劇作家、直木賞受賞
- 今井恭子 - 児童文学者、エッセイスト
- 大野更紗 - 作家
- 小澤征良 - エッセイスト、女流作家
- 小野里宴 - 児童文学作家
- 萱野葵 - 作家
- 川村元気 - 映画プロデューサー、小説家、絵本作家、2011年、藤本賞を史上最年少で受賞
- 今日泊亜蘭 - SF作家
- 朽木祥 - 児童文学作家
- 久美沙織 - 作家
- 倉橋耀子 - 児童文学作家
- 今野敏 - ミステリ作家
- 斜線堂有紀 - 小説家
- 首藤瓜於 - 推理作家　『脳男』で2000年に江戸川乱歩賞受賞
- 勝田紫津子 - 児童文学作家
- 須賀しのぶ - 小説家
- 関川夏央 - 小説家、ノンフィクション作家
- 高尾栄司 - ノンフィクション作家
- 鐸木能光 - 音楽家、作家、第4回小説すばる新人賞受賞
- 七海花音 - ライトノベル作家
- 野村進 - ノンフィクション作家
- 半藤末利子 - 随筆家
- 久田恵 - ノンフィクション作家
- 堀田純司 - 作家
- 正本ノン - 作家
- 松久淳 - 作家
- 三浦暁子 - エッセイスト
- 三雲岳斗 - 作家
- みどりゆうこ - 作家、エッセイスト
- 宮下奈都 - 小説家、『羊と鋼の森』で第13回本屋大賞受賞
- 諸田玲子 - 作家
- 山脇百合子 - 絵本作家、挿絵画家
- 吉野万理子 - 小説家、脚本家
- LiLy - コラムニスト、作家

#### 脚本家・劇作家
- 青柳祐美子 - 脚本家
- 岡崎由紀子 - 脚本家
- 河原れん - 作家、脚本家
- 木内宏昌 - 劇作家、脚本家、舞台演出家
- 金春智子 - 脚本家
- 土居通芳 - 映画監督、脚本家
- 古屋雄作 - 脚本家、演出家、映像ディレクター

#### 翻訳家
- 宇丹貴代実 - 翻訳家
- 岡田壯平 - 映画字幕翻訳家
- 小倉悠加 - 翻訳家、アイスランド音楽大使
- 木内裕也 - サッカー審判員、翻訳者
- 岸本佐知子 - 翻訳家、エッセイスト
- 佐藤真理子 - 翻訳家
- 実川元子 - ライター、翻訳家
- 綾菓 - 通訳、翻訳家
- 羽山誓 - 通訳、翻訳家

#### 詩人・俳人・歌人
- 井坂洋子 - 詩人
- 上田五千石 - 俳人
- 大松達知 - 歌人
- 佐藤真由美 - 歌人
- 須藤徹 - 俳人、文芸評論家
- 都築直子 - 歌人
- 鴇田智哉 - 俳人、俳誌「雲」編集長
- 別所直樹 - 詩人
- 穂村弘 - 歌人
- 四元康祐 - 詩人

#### 漫画家
- 西山優里子 - 漫画家
- 桜小路かのこ - 漫画家

#### その他
- 梅田悟司 - コピーライター
- 大澤武男 - 著述家、欧州史学家
- 風丸良彦 - アメリカ現代文学研究者、文芸評論家
- 栗田真二郎 - ライター
- 佐々木圭一 - コピーライター、『伝え方が9割』の著者
- 佐藤静夫 - 文芸評論家
- 沢田康彦 - 雑誌編集者
- 島村麻里 - フリーライター
- 田中清行 - 編集者、元日本有権者連盟会長
- 富増章成 - 著作家
- 原口隆行 - 鉄道・旅行ライター
- 古矢徹 - エディター、ライター
- 大塚敦子 - ジャーナリスト、写真家、ノンフィクション作家
- 山本由樹 - 雑誌編集者
- 安田菜津紀 - フォトジャーナリスト

### 文化・芸能

#### 歌手・音楽関係
- 青山テルマ - R&Bアーティスト
- 阿部亮平 - ジャニーズ事務所所属、Snow Man、気象予報士
- BENI - 歌手
- Crystal Kay - 歌手
- 羽山誓 - 詩人、作詩家（葉山愛次）、タレント、ジュノンボーイ
- 石井聖子 - 歌手
- 岩崎工 - 作曲家、キーボード奏者
- 売野雅勇 - 作詞家
- Emyli - 歌手
- 王様 - ミュージシャン
- 岡田勉 - ジャズ・ベーシスト
- 岡本圭人 - ジャニーズ事務所所属、Hey! Say! JUMP（中退）
- 区麗情 - 女性歌手
- KΛNΛ - 歌手
- 佐孝康夫 - 作曲家、編曲家
- Sayaca - タンゴ歌手
- 塩塚博 - 作曲家、編曲家、ギタリスト
- ジュディ・オング - 歌手、女優
- 西田ひかる - 歌手、タレント
- 信長貴富 - 作曲家
- 早見優 - 歌手、タレント
- 宮井晶 - 音楽ディレクター、プロデューサー、スターダスト・レコーズ取締役、元ソニーミュージック・エンターテイメント
- 富川勝智 - ギタリスト
- 古内東子 - 歌手（中退）
- 藤島新 - 歌手、ドライフラワーデザイナー
- 芳志戸幹雄 - クラシックギタリスト
- 南沙織（国際部） - 歌手
- 宮永治郎 - ミュージシャン
- 矢沢洋子 - ミュージシャン　ボーカル
- マリウス葉 - ジャニーズ事務所所属、Sexy Zone（在学）
- 鈴木研一 - ミュージシャン、人間椅子 (バンド)
- 福山梨乃 - アイドル、CANDY TUNE

#### 俳優
- 石井一孝 - ミュージカル俳優、歌手
- 石川瑠華 - 女優
- 石田太郎 - 俳優
- 嵯峨隆一 - ラジオドラマ俳優
- 佐戸井けん太 - 俳優
- 清水くるみ - 女優
- ジュリエット・アンダーソン - 女優
- ジョージ・タケイ - 俳優
- 庄司永建 - 俳優
- 高橋マリ子 - モデル、女優
- 田中凛 - モデル、女優
- 長手絢香 - 女優、元ココナッツ娘。、旧芸名：アヤカ
- ナンシー・チェニー - 元モデル、女優
- 范文雀 - 女優（中退）
- 新妻聖子 - ミュージカル女優、歌手
- 藤澤恵麻 - モデル、女優
- 穂志もえか - 女優
- 森迫永依[3] - 女優
- 水木薫 - 女優
- 吉田鋼太郎 - 俳優
- リンダ・ハーディスティー - 女優
- 渡部瑞貴 - 女優

#### タレント
- 秋山真凜 - タレント、スポーツキャスター
- 五十嵐美樹 - タレント、科学者
- 井澤妙峰 - 女性タレント、モデル
- 伊藤えみ - タレント
- 岩井映美里 - 声優
- 上坂すみれ - 声優
- お侍ちゃん - お笑いタレント
- かとゆり - インフルエンサー
- 川平慈英 - ミュージカル俳優、タレント
- 久保恵子 - タレント
- クリスティーナ - モデル
- 小林アナ - お笑い芸人
- 小林麻央 - タレント
- 小牧ユカ - タレント
- 嶋村カオル - 声優
- ジャニカ・サウスウィック - タレント、実業家
- ジョン・オコーナー - タレント
- 杉山セリナ - タレント、キャスター
- デーブ・スペクター（留学） - TVプロデューサー
- リサ・ステッグマイヤー - タレント、キャスター
- ゾマホン・ルフィン - タレント
- 田代友里恵 - ファッションモデル、実業家
- 玉川奈々福 - 浪曲師、曲師
- チェン・チュー - タレント、SDN48
- 知花くらら - リポーター、2006年度の準ミス・ユニバース
- トリンドル瑠奈 - ファッションモデル、タレント
- アグネス・チャン - タレント
- 角田ともみ - タレント、女優
- 戸田ダリオ - タレント、俳優、歌手
- 鳥部万里子 - 声優
- 中村星来 - モデル
- はな - タレント、ファッションモデル
- 早川真理恵 - タレント
- ヒロコ・グレース - タレント
- 藤岡みなみ - タレント
- 藤井サチ - タレント、ファッションモデル、ミスセブンティーン2012
- 宮崎麗果 - ミスソフィアコンテスト2007準グランプリ、タレント、実業家
- 八島さらら - 声優、元アフィリア・サーガ
- 山本ソニア - ファッションモデル
- ラランド - (サーヤ、ニシダ) - お笑いコンビ（尚、ニシダは2018年に退学後、復学面接を受けて2019年に再入学するが、履修登録ミスのため再び2020年に再退学して、６年間かけて高卒となった。）[4]

#### 評論家・ジャーナリスト
- 秋尾沙戸子 - ジャーナリスト、元NHK「ナイトジャーナル」キャスター
- 上杉聰 - 評論家、部落史研究家
- 宇野維正 - 映画・音楽ジャーナリスト
- 江川三郎 - オーディオ評論家
- 江畑謙介 - 軍事評論家
- 大竹昭子 - 写真評論家
- 孔健 - 評論家、チャイニーズドラゴン新報社編集主幹、中国画報社中日総代表
- ジェイク・エーデルスタイン - ジャーナリスト
- 芹沢俊介 - 評論家
- 浜田敬子 - ジャーナリスト、元Business Insider Japan統括編集長、元AERA編集長
- 藤崎圭一郎 - デザインジャーナリスト・評論家、東京芸術大学美術学部教授
- ベンジャミン・フルフォード-ジャーナリスト、雑誌『フォーブズ』アジア・太平洋支局長など
- 松井みどり - 美術評論家、元東北大学助教授
- 松崎泰弘 - ジャーナリスト、大正大学教授
- ロバート・ホワイティング - ジャーナリスト
- 山田五郎 - 評論家、タレント

#### ラジオパーソナリティ・DJ
- MC RYU - ラジオパーソナリティー、ラッパー
- クリス智子 - ラジオパーソナリティ、J-WAVEなどで活躍中
- 佐藤ともやす - DJ、パーソナリティ、ローカルタレント
- ジェームス天願 - DJ
- チャールズ・エイヤーズ - タレント、ラジオパーソナリティ
- トムセン陽子 - ラジオパーソナリティ
- VieVie - ラジオパーソナリティ、キャスター、歌手、声優
- 宮本絢子 - ラジオパーソナリティ
- ヤマダケイコ - VJ、DJ、ナレーター
- ロバート・ハリス - DJ、作家
- Michael & Mami - バイリンガルニュース ポッドキャスター、通訳

#### 映像監督
- 朝間義隆 - 映画監督
- 市原克也 - AV監督、AV男優
- 高田雅博 - 映画監督、CMディレクター
- 真下耕一 - アニメーション監督
- 山戸結希 - 映画監督

#### スポーツ選手
- 井上学 - レスラー
- 川又ゆうみ - セパタクロー選手
- ふるけいこ - 元プロレスラー、タレント
- 鷲谷修也 - 元プロ野球選手　※引退後の編入学

#### その他
- 石渡真維 - 弁護士、タレント
- 板井麻衣子 - ミス・ユニバース・ジャパン2010年度大会優勝者
- 出田節子（セツコ・クロソフスカ＝ド＝ローラ） - 画家、フランスの画家バルテュスの夫人
- 入船亭扇治 - 落語家
- 大海吾郎 - 男性ナレーター
- 黒沢咲 - 競技麻雀のプロ雀士
- ケネス徳田 - 競技麻雀のプロ雀士
- 斎藤俊 - 競技麻雀のプロ雀士
- 三遊亭とん馬 - 落語家
- 田山三樹 - 音楽ライター、漫画編集者
- 都築響一 - 写真家・編集者
- 中村泰介 - 写真家
- 橋詰尚子 - 気象予報士
- 福田俊司 - 動物写真家
- 坂田和實 - 古美術鑑定家、美術評論家、美術館経営、古美術商
- 安河内眞美 - 古美術鑑定士、「開運!なんでも鑑定団」レギュラー
- 柳家三之助 - 落語家
- 山崎洋一郎 - ロッキング・オン編集長

### アナウンサー・キャスター

#### NHK
- 荒木さくら - NHKアナウンサー
- 有馬嘉男 - 前NHKニュースウオッチ9キャスター、NHKシンガポール支局長
- 磯浦康二 - 元NHKアナウンサー
- 糸井羊司 - NHKアナウンサー
- 伊奈正高 - NHKアナウンサー
- 岩野吉樹 - NHKアナウンサー
- 片山千恵子 - NHKアナウンサー、2004ミス・ソフィア
- 川﨑理加 - NHKアナウンサー
- 柴田祐規子 - NHKアナウンサー
- 杉浦友紀 - NHKアナウンサー、2003ミス・ソフィア
- 杉澤僚 -  NHKアナウンサー
- 高市佳明 - NHKアナウンサー
- 田中孝宜 - NHKアナウンサー
- 塚原愛 - NHKアナウンサー
- 道傳愛子 - 元NHKチーフアナウンサー、現解説委員、日本ユネスコ国内委員会副会長
- 利根川真也 - NHKアナウンサー
- 鳥海貴樹 - NHKアナウンサー
- 中村慶子 - NHKアナウンサー
- 福井弓子 - 元NHKアナウンサー
- 細田史雄 - NHKアナウンサー
- 松村正代 - NHKアナウンサー
- 宮本愛子 -  NHKアナウンサー
- 目加田頼子 - NHKチーフアナウンサー
- 望月豊 - NHKアナウンサー
- 森下絵理香 - NHKアナウンサー、気象予報士
- 山田賢治 - NHKアナウンサー
- 芳川隆一 - NHKアナウンサー
- 若林則康 - NHKチーフアナウンサー

#### 日本テレビ
- 小熊美香 - 元日本テレビアナウンサー
- 高橋雄一 - 元日本テレビアナウンサー
- 田中毅 - 日本テレビアナウンサー
- 庭野めぐみ - 日本テレビ報道局キャスター
- 平川健太郎 - 日本テレビアナウンサー
- 深堀恵美子 - 元日本テレビアナウンサー
- 松本志のぶ - 元日本テレビアナウンサー
- 藪本雅子 - 元日本テレビアナウンサー
- 米森麻美 - 元日本テレビアナウンサー

#### TBS
- 有村美香 - TBSテレビアナウンサー
- 上村彩子 - TBSテレビアナウンサー
- 佐々木舞音 - TBSテレビアナウンサー
- 杉山真喜人 - 元TBSアナウンサー
- 田村真子 - TBSテレビアナウンサー
- 出水麻衣 - TBSテレビアナウンサー
- 豊田綾乃 - TBSテレビアナウンサー
- 古谷有美 - TBSテレビアナウンサー
- 三雲孝江 - 元TBSテレビアナウンサー、ニュースキャスター
- 宮本晴代 - TBSテレビ『news23』ジャーナリスト、報道局記者

#### フジテレビ
- 阿部知代 - 元フジテレビアナウンサー
- 内田嶺衣奈 - フジテレビアナウンサー
- 木下康太郎 - フジテレビアナウンサー
- 木幡美子 - 元フジテレビアナウンサー
- 久下香織子 - FNNニューヨーク支局アナウンサー
- 小出美奈 - 元フジテレビアナウンサー
- 佐久間みなみ - フジテレビアナウンサー
- 島田彩夏 - フジテレビアナウンサー
- 田代尚子 - 元フジテレビアナウンサー
- 長野智子 - 元フジテレビアナウンサー、ジャーナリスト
- 新美有加 - フジテレビアナウンサー
- 西山喜久恵 - フジテレビアナウンサー
- 河野景子 - 元フジテレビアナウンサー
- 政井マヤ - 元フジテレビアナウンサー
- 松本方哉 - フジテレビ報道キャスター、ジャーナリスト
- 吉田伸男 - 元フジテレビアナウンサー

#### テレビ朝日
- 佐藤紀子 - 元テレビ朝日アナウンサー
- 森川夕貴 - テレビ朝日アナウンサー
- 吉岡晋也 - テレビ朝日アナウンサー

#### テレビ東京
- 天川由記子 - 元テレビ東京アナウンサー、元NHK専属キャスター、帝京大学准教授
- 梅津智史 - テレビ東京報道局経済ニュースセンターキャスター
- 大橋未歩 - 元テレビ東京アナウンサー
- 川島真理子 - 元テレビ東京アナウンサー
- 倉野麻里 - テレビ東京アナウンサー
- 冨田有紀 - テレビ東京アナウンサー
- 八塩圭子 - 元テレビ東京アナウンサー

#### ローカル局
- 阿部彩子 - 元北海道放送アナウンサー
- 岩城潤子 - 元毎日放送アナウンサー
- 上田剛彦 - 朝日放送アナウンサー
- 植田有紀子 - 山梨放送アナウンサー
- 上野聡行 - 熊本県民テレビアナウンサー
- 光田有志 - テレビ静岡アナウンサー
- 植村なおみ - 読売テレビアナウンサー
- 内田侑希 - ウェザーニュースLiVEキャスター
- 数井えりさ - 元テレビ山口アナウンサー
- 佐藤由芽 - 元四国放送アナウンサー
- 白崎あゆみ - 北陸放送アナウンサー
- 新保真徳 - 新潟放送アナウンサー
- 行貝寧々 - 新潟放送アナウンサー
- 鈴木健太 - 元毎日放送アナウンサー
- 鈴木しおり - 名古屋テレビアナウンサー
- 瀧川幸樹 - CBCテレビアナウンサー
- 田口麻衣 - 中国放送アナウンサー
- 田中陽南 - 東京メトロポリタンテレビジョンアナウンサー兼報道記者
- 田村修 - 秋田放送アナウンサー
- 塚田誉 - テレビ金沢アナウンサー
- 土屋まり - 北海道テレビ放送アナウンサー
- 坪山奏子 - 山陰放送アナウンサー
- 中元綾子 -  元読売テレビアナウンサー
- 名久井麻利 - 東北放送アナウンサー
- 西辻未侑 - テレビ新潟アナウンサー
- 林朝子 - 東北放送アナウンサー
- 深井ゆきえ - ミヤギテレビアナウンサー
- 福岡竜馬 - 福岡放送アナウンサー
- 本田恭子 - 熊本放送アナウンサー
- 松岡祐司 - 高知放送アナウンサー
- 松崎杏香 - 名古屋テレビ放送（メ～テレ）アナウンサー
- 森喜久子 - 元静岡第一テレビアナウンサー、現日テレ学院講師
- 森重有里彩 - 北陸朝日放送アナウンサー
- 森本千瑛 - 北日本放送アナウンサー
- 若月雄介 - 静岡第一テレビ元アナウンサー
- 森唯菜 - 北海道テレビ放送アナウンサー

#### フリー
- 浅野信子 - フリーアナウンサー
- 天野ひかり - フリーアナウンサー
- 安藤優子 - ジャーナリスト、ニュースキャスター
- 石井栞 - フリーアナウンサー、元九州朝日放送・北海道文化放送
- 石川央子 - フリーアナウンサー
- 上野愛奈 - フリーアナウンサー
- 大橋未歩 - フリーアナウンサー、元テレビ東京
- 緒方昭一 - ニュースレポーター
- 荻島正己 - フリーアナウンサー
- 蟹瀬誠一 - ジャーナリスト、ニュースキャスター、明治大学国際日本学部・学部長
- 川島葵 - 元東海ラジオアナウンサー
- 菅家ゆかり - フリーアナウンサー、元日本テレビ
- 木村カレン - フリーアナウンサー、元山形テレビ
- 久保朱莉 - フリーアナウンサー、元札幌テレビ放送・文化放送
- 栗原由佳 - フリーアナウンサー
- 黒木奈々 - フリーアナウンサー
- 小林麻央 - フリーアナウンサー
- 坂本祐祈 - フリーアナウンサー
- 真正カルナ - 元CNNアンカー
- 長野美郷 - フリーアナウンサー、タレント、2006年度ミスソフィア
- 那須恵理子 - ニッポン放送アナウンサールーム長
- 根本美緒 - フリーアナウンサー、気象予報士
- 服部彩加 - フリーアナウンサー
- 早川真代 - フリーアナウンサー
- 平松あゆみ - フリーアナウンサー
- 前田晴美 - フリーアナウンサー
- 松本志のぶ - フリーアナウンサー、元日本テレビ
- 真中了 - アナウンサー・ナレーター
- 森山るり - フリーアナウンサー、キャスター
- 八塩圭子 - フリーアナウンサー、元テレビ東京
- 藪本雅子 - フリーアナウンサー、元日本テレビアナウンサー・報道局記者、元DORAメンバー
- 矢野聖子 - フリーアナウンサー
- 雪野智世 - フリーアナウンサー、元テレビ朝日

### マスメディア関係者
- 石田英司 - 毎日放送 (MBS) テレビ制作局制作一部専任部長
- 磯山晶 - TBSテレビプロデューサー
- 梅津智史 - テレビ東京プロデューサー
- 大村朋子 - NHKジャーナリスト、キャスター
- 大信田雅二 - テレビ東京メディアネット社長、テレビ東京常務執行役員
- 加地倫三 - テレビ朝日プロデューサー、演出家
- 木村元子 - 元読売テレビ放送ディレクター、プロデューサー
- 小泉公二 - 元NHK出版代表取締役社長、元NHK理事待遇、元エグゼクティヴ・プロデューサー
- 齊藤紀子 - テレビ東京プロデューサー
- 澤田鎌作 - TVドラマ監督
- 清水一幸 - フジテレビドラマプロデューサー
- 関根光才 - 映像ディレクター
- 高瀬真尚 - クリエイティブディレクター・プロデューサー
- 滝内泉 - プロデューサー
- 田中淳子 - NHK国際放送局長、前広報局長、元NHK海外特派員（女性初）、元NHKワシントン支局長（女性初）
- 谷口大二 - フジテレビディレクター
- 土屋夏彦 - 元ラジオプロデューサー
- 鳥谷規 - ニッポン放送編成局シニアマネージャー
- 庭野めぐみ - 日本テレビ放送網社会部副部長
- 畑山篤 - 日本テレビ放送網海外ビジネス推進室長
- 原田悦志 - 日本国際放送チーフ・プロデューサー、デーブ・スペクターと共にJ-MELOを作る
- 福王寺貴之 - 日本テレビ放送網技術統括局制作技術センター報道技術部長
- 藤澤秀一 - NHK放送技術研究所元所長
- 堀越徹 - 日本テレビプロデューサー
- 牧嶋博子 - TBS女性報道記者
- 宮本晴代 - ジャーナリスト、TBSテレビ報道局記者
- 山本布美江 - フジテレビディレクター
- 村上義雄 - 元朝日新聞社編集委員
- 飯塚恵子 - 読売新聞社論説委員・編集委員

### 英語講師
- 宮崎尊 - 東進ハイスクール英語科講師・翻訳家
- 安河内哲也 - 東進ハイスクール英語科講師
- 中澤一 - 元マスタードシードアカデミー主宰(英語講師)、元オーメソッド(OSP)講師(英語講師)
- 岩村圭南 - 英語講師、コンテンツ・クリエイター

### 各種団体
- 大西健丞 - ピースウィンズ・ジャパン代表
- 大野寿子 - メイク・ア・ウイッシュ・オブ・ジャパン事務局長
- ペマ・ギャルポ - ダライ・ラマ法王庁アジア・太平洋地区代表、桐蔭横浜大学教授
- 細川佳代子 - スペシャルオリンピックス日本名誉会長、第79代内閣総理大臣細川護熙夫人
- 山本優美子 - なでしこアクション会長

### その他
- 諏訪亜紀 - 学者、京都女子大学教授
- 神吉敬三 - 美術史家、「賢王アルフォンソ十世章」を受章
- 小関章ラファエル - 神学・宗教、デジタルコンテンツの研究者、コンテンツ作家、ストーリー・アーキテクト
- 竹井清 - 国際コミュニケーター、ガーナのアチュワの部族長（酋長）
- 鶴田知佳子 - 英語通訳者
- 朴梨恵 - フランス料理専門家
- 小早川愛 - ハーブ料理研究家、HERBiS代表
- 樋口康雄 - 作曲家
- 松山智一 - 現代美術家
- 水谷修 - 教育者、夜回り先生
- 山野愛子ジェーン - 美容家、山野美容芸術短期大学教授
- 山野哲也 - レーシングドライバー
- 山本一太 - 音楽ライター
- 渡辺和子 - ノートルダム清心学園理事長
- 角由紀子 - ライター、中退。

## 名誉博士号取得者
- 本田宗一郎 - 本田技研工業創業者・最高顧問・社長
- 瀬川美能留 - 野村證券元最高顧問・相談役・会長・社長、野村総合研究所設立
- シャナナ・グスマン - 東ティモール民主共和国初代大統領、東ティモール再建国民会議初代党首
- ジャン＝クロード・ユンケル - ルクセンブルク大公国第23代首相、ルクセンブルク大公国第23代財務大臣、欧州連合第12代欧州委員会委員長
- ベニグノ・アキノ3世 - フィリピン共和国第15代大統領
- ヘルムート・コール - ドイツ連邦共和国第6代首相、ラインラント＝プファルツ州元首相
- マニー・モリ - ミクロネシア連邦第7代大統領、元ミクロネシア開発銀行代表兼CEO、元ミクロネシア銀行副総裁

## 元在学生
いずれも大学予科または戦後の本科中退者。
- 金寿煥 - カトリック枢機卿、天主教ソウル大教区長
- 田中美知太郎 - 哲学者、京都大学名誉教授、文化勲章受章
- 近藤隆夫 - スポーツライター
- 遠藤周作 - 作家
- 菊地成孔 - ジャズミュージシャン、文筆家、作曲・作詞家
- 桐島かれん - タレント
- 斎藤秀雄 - 指揮者、チェロ奏者
- 矢崎彦太郎 - 指揮者
- 鷺沢萠 - 作家
- 関川夏央 - 作家
- 高橋長英 - 俳優
- 久田恵 - ノンフィクション作家、大宅壮一賞受賞
- 古内東子 - 歌手
- 森雪之丞 - 作詞家
- キャリー・アン・イナバ - 歌手、ダンサー、女優
- 板倉雄一郎 - 企業コンサルタント
- さとうまきこ - 児童文学作家
- 小山水城 - ミュージシャン
- ケビン・クローン - フリージャーナリスト
- 芳志戸幹雄 - ギタリスト
- 大村憲司 - ギタリスト
- 遠藤征慈 - 俳優、声優
- 碧川道夫 - 映画カメラマン
- 月本裕 - 作家、編集者
- 笠木望 - 映画監督
- 北林透馬 - 小説家
- 伴田良輔 - 作家、版画家、翻訳家
- 西山俊彦 - カトリック司祭
- 青山広美 - 漫画家（中退）
- 斎藤まさし - 市民運動家、市民の党代表
- 安藤玉恵 - 女優
- アラン・メリル - ミュージシャン
- 春香クリスティーン - タレント
- たなか - 元歌手（中退）
- デーブ・ロバーツ (1933年生の内野手)‐ 元野球選手（聴講生）